# 口径

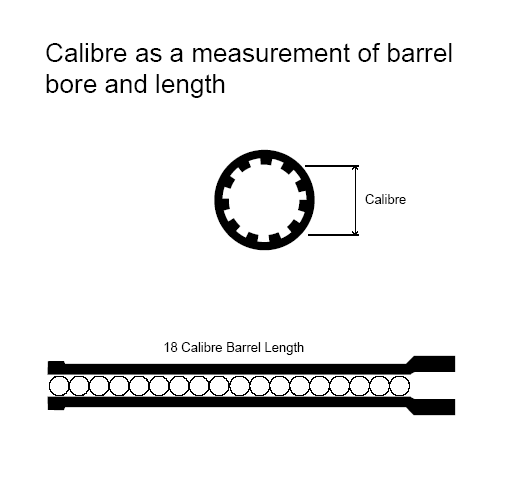
上が口径、下が口径長。

口径（英: caliber）は、小火器や砲において銃砲身のサイズを示す言葉である。火器で使用される「口径」の語は、複数の意味で用いられる。

## 銃

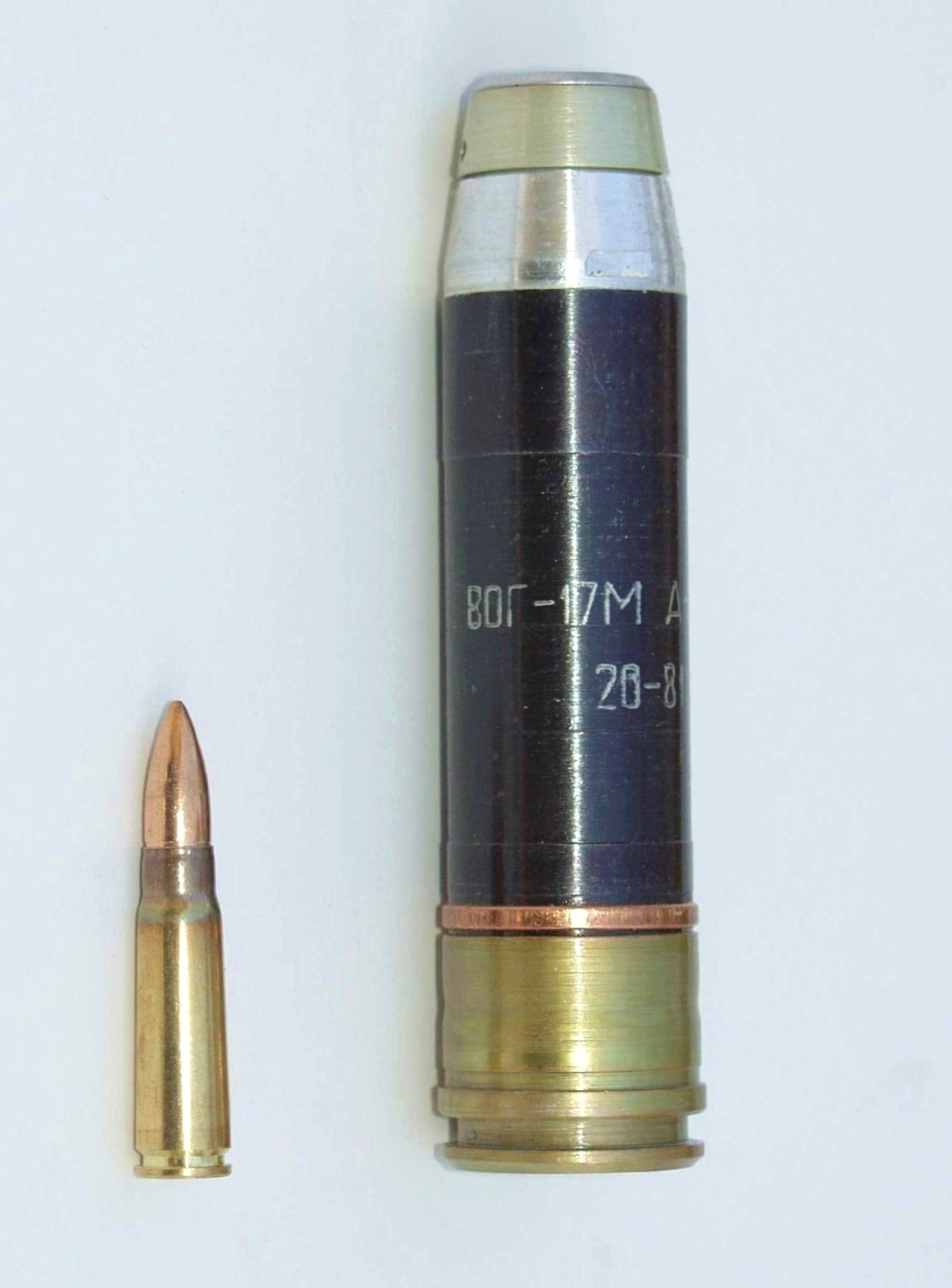
左：7.62x39mm弾と右：30x29mm榴弾（この場合の口径は銃身の内径を指す）

銃における口径は、銃身の内径（≒発射される弾丸の直径）を示す。単位としては、ヨーロッパで主用されるメートル法と米国で用いられるヤード・ポンド法の二つが用いられている。このほか重量単位が用いられることがある。銃身長は3インチや77ミリメートルといった実測値がそのまま表記される。
軍用弾においては、弾種は7.62x54mmR弾に見られるように口径×薬莢長の表記が用いられている。米国で開発された.50 BMG弾と.223レミントン弾がNATOの標準弾に指定された際には、12.7x99mm NATO弾と5.56x45mm NATO弾としてヤード・ポンド法表記から口径×薬莢長のメートル法表記に改められた。なお、軍用以外の用途においてインチ表記は制限を受けず、同種の弾薬に2つの名前が併存している。
弾薬の呼び径をインチ単位で表記する場合、小数点以下の数字に「口径」を付けて表現することがある。表記においては小数点（.）を数字の前に書き記すことも多い。1インチは25.4mmであるので、たとえば30口径は7.62mmである。また、50口径は別名「半インチ」（12.7mm）となる。数字の後ろに固有の名前をつけて弾種が表されるが、この数字は弾丸ではなく薬莢の直径を表している場合がある。たとえば、日本の警察用拳銃、ニューナンブM60やS&W M37に使用される.38スペシャル弾は、より長い薬莢を持つ.357マグナム弾（0.357インチ≒9.068mm）と薬莢の直径が同等である。この二種類の弾薬の場合、呼び径は異なっているもののある程度の互換性がある。

## 砲

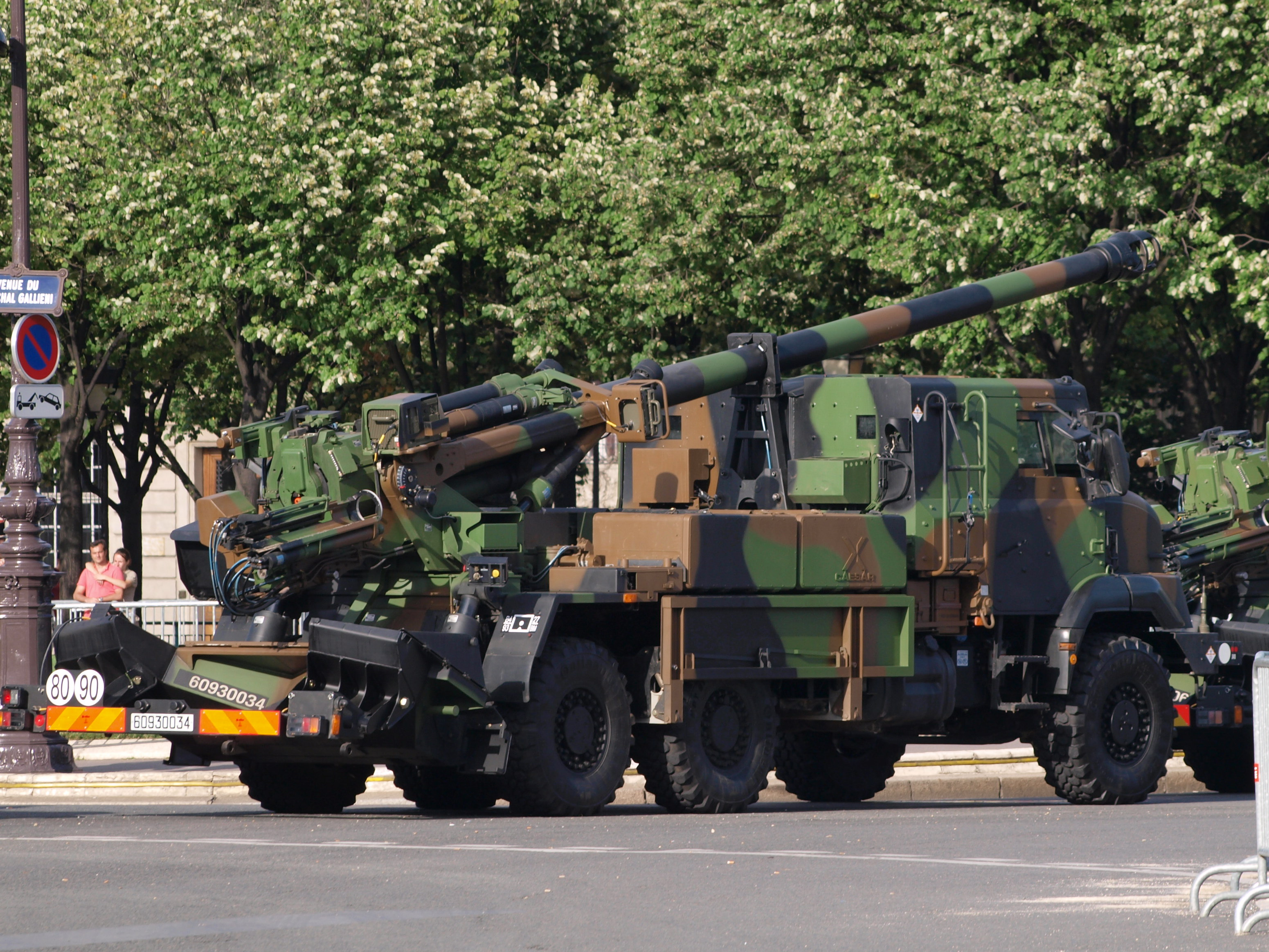
M109の39口径榴弾砲よりも長い、52口径榴弾砲を搭載したカエサル自走榴弾砲（この場合の口径は砲身長を指す）

砲においては、銃と同様に砲身内径（bore diameter）、すなわち発射される砲弾の直径を示す言葉として用いられる口径と、砲身の長さを示す単位の短縮形である口径の二つの意味で用いられている。砲身の長さは口径長という語で表すのが正式だが、一般的にこちらで呼ばれる。
大砲の砲身長を示す単位として、その砲の口径が用いられている。すなわち砲身長の実測値を口径の値で割ったものを口径長と称し、砲身の長さを示す値として用いる。例えば70口径（長）の75ミリメートル砲とは、口径（砲身内径）が75ミリで、砲身長が75mm×70口径=5,250mm（5.25メートル）であることを表す。一般論では、同一口径の砲でも口径長が大きい砲のほうが砲身内を砲弾が通過する時間が長くなり、発射薬の燃焼が続いている限り、より長い間発射体を加速できる。そのため、その砲の撃つ弾の初速が上がり、徹甲弾は貫通力が増し、榴弾でも射距離を伸ばすことができる。しかしデメリットとして砲全体が重く大きくなるほか、砲身そのものの製造コストも上がり、使用時に砲身のたわみを考慮に入れる必要がある。

## 重量単位
弾丸が鉛の球弾だったころは、鉛の重さが決まればその弾の直径は常に同じとなることから、弾丸の重さによって口径を示す方法が広く用いられていた。この方法は弾丸の形が紡錘状に変化することで意味を失ってしまったが、1950年代までのイギリスの大砲、散弾銃、日本の火縄銃の口径を示す方法として、現在も用いられている。

### イギリスの火砲
第二次世界大戦終結ごろまでにイギリスで設計された大砲は、同時期のドイツやフランスなどの欧州大陸諸国がメートル法（フランスはミリメートル（mm）、ドイツはセンチメートル（cm））による内径長表記式を用いていたのとは対照的に、独自の表記法を使用していた。
直接照準で使用される野砲や対戦車砲、戦車砲は伝統的に重量単位（ポンド）で口径が示されてきた。たとえば、第一次世界大戦における主力野砲であった18ポンド野砲の口径は約84mm、第二次大戦における主力野戦砲25ポンド野砲の口径は約87.6mm。戦後第一世代の戦車であるセンチュリオンの主砲は、センチュリオン Mk.Iでは17ポンド砲（約76.2mm）が搭載されており、イスラエルに輸出され中東戦争などで活躍したセンチュリオン Mk.IIIでは20ポンド砲（約84mm）に増強されている。
逆に間接照準で運用される榴弾砲やカノン砲では内径長による表記法が用いられていたが、単位にはインチが使用されていた。たとえば、第一次大戦期の榴弾砲では4.5インチ野戦榴弾砲の口径は約114mm、6インチ中榴弾砲の口径は約152mm、8インチ重榴弾砲の口径は約203mmであった。第二次大戦期の主力カノン砲であった5.5インチ砲の口径は約140mmである。
NATOへの加盟の影響もあってか現在ではメートル法（ミリメートル）を単位とする内径長による表記に統一されている。たとえば、イギリスで設計され戦後第二世代戦車の標準的な戦車砲となったロイヤル・オードナンス L7の口径は、105mmの表記が用いられている。

### 火縄銃
日本の火縄銃の口径も重量単位で示される。10匁の中筒（なかづつ）で約18mm、30匁の大筒（おおづつ）で約26mmの口径となる。

### 散弾銃
正確に言えば、散弾銃のサイズは番号と呼び、口径というのは間違いであるが、ほぼ同じ意味で用いられるのでここで説明する。
すなわち散弾銃のn番とは、1/nポンドの球形の鉛の直径であり、その球弾が適合する銃身の内径を言う。英語ではゲージ（gauge）という。数字が小さいほど大口径ということになる。競技用や狩猟用に広く世界的に用いられる散弾銃は12番口径で、その口径は約18.5mm、大型獣の狩猟に用いられる10番では約20mmとなる。その昔に水鳥撃ちで用いられたパント銃（ボートの舳先に据え付けて用いる銃。一発で多数の猟果があがる）は、1番や2番といった大口径となっており、インチを超えるものはそのまま内口径長で表されていた。例外的に米国で競技用に開発された410番は弾薬の直径をインチで表したもの、すなわち0.410インチであることからこう呼ばれている。
ちなみに散弾銃は、複数の散弾を納めた弾薬を発射する銃であるが、その散弾にも粒径による規格がある。欧米では大別して鳥撃ち用（Birdshot）と鹿撃ち用（Buckshot）に分けられ、各サイズを英数字で表している。鳥撃ち用の場合、数字が大きくなると散弾の直径が0.01インチずつ小さくなってゆく。この規格はそのままJISに取り込まれているが、そのサイズはメートル法に丸められている。たとえばBBは0.18インチで4.57mmだが、JISでは4.5mmとなっている。なお、このBBは遊戯銃で用いられているBB弾とはサイズが異なる。また、JISでは数字には「号」をつけて1号、2号のように呼称するが欧米では特に何もつけずに表記される。7-1/2などの端数に号をつけると煩雑になるので「7半」のような表記も行われる。鹿撃ち用の場合も数字が大きくなると直径は小さくなるがその単位は一定しておらず、0.01-0.03インチが用いられる。